# Albenga
Albenga ist eine italienische Stadt und Bischofssitz mit 23.575 Einwohnern (Stand 31. Dezember 2023). Sie liegt südwestlich von Genua in der Provinz Savona in Ligurien.

## Lage und Daten
Albenga liegt an der Mündung des Flusses Centa ins Ligurische Meer. Die Nachbargemeinden sind Alassio, Arnasco, Ceriale, Cisano sul Neva, Ortovero und Villanova d’Albenga.

## Geschichte
Das römische Albium Ingaunum wurde im 2. Jahrhundert v. Chr. an der Stelle eines befestigten Dorfes des ligurischen Volksstammes der Ingauni errichtet. Die Siedlung Albenga wuchs während des Römischen Reichs zu einer bedeutenden Hafenstadt. Im 9. Jahrhundert wurde sie zur Hauptstadt der Arduinischen Mark.
Mit der Teilnahme am ersten Kreuzzug, als freie Stadt, begründete sie ihren wirtschaftlichen Aufschwung, der auch durch die Eroberung durch die Republik Genua im Jahr 1251 nicht unterbrochen wurde.
Albenga ist seit dem 5. Jahrhundert Sitz eines römisch-katholischen Bistums, das seit 1973 Bistum Albenga-Imperia heißt.

## Wappen
Beschreibung: In Gold ein rotes durchgehendes gemeines Kreuz. Über den Schild eine goldene Perlenkrone und am Schildfuß ein Oliven- und ein Eichenzweig mit einem Band in den italienischen Nationalfarben gebunden.

## Sehenswürdigkeiten
Das Bild der Stadt wird von über zehn schlanken Geschlechtertürmen geprägt, von denen der höchste, die um 1300 von einer adligen Familie erbaute Torre del Comune, mehr als 60 Meter hoch ist. Die Stadt hat ihren mittelalterlichen Kern erhalten. In seinem Zentrum, bei der Piazza San Michele, stehen auf engstem Raum die wichtigsten Bauwerke der Stadt beieinander.
- Die nach dem Erzengel Michael benannte Kathedrale, die schon im fünften Jahrhundert gegründet worden ist, wurde im Lauf der Jahrhunderte mehrmals umgebaut. Der Kampanile entstand gegen Ende des 11. Jahrhunderts, erhielt aber 1391 seine achteckige Spitze. Die beiden Seitenschiffe wurden in der ersten Hälfte des 14. Jahrhunderts, das barocke Portal 1669 angebaut.
- Neben der Kathedrale steht das frühchristliche Baptisterium, einer von wenigen erhaltenen Bauten der langobardisch-ostgotischen Vorromanik, erbaut um 500 n. Chr. Der äußerlich zehneckige Bau trägt einen achteckigen Tambour. Auch das Innere ist ein Achteck, das von acht Arkaden umlaufen wird. Darüber enthalten sechzehn kleinere Bögen acht Fenster. Eine Holzdecke bildet den Abschluss. In der Mitte sind noch die Überreste des achteckigen Taufbeckens zu sehen, in einer Nische ein frühchristliches Mosaik mit Christusmonogramm, Tauben und Lämmern.
- Santa Maria in Fontibus ist eine frühromanische, mehrfach umgebaute Kirche mit gotischem Portal. Innen ist ein Gemälde von Domenico Fiasella (Kosmas und Damian) zu sehen.
- Im Palazzo Vecchio del Commune von ursprünglich 1387 sind Fresken und Skulpturen aus dem 15. Jahrhundert und ein byzantinischer Sarkophag erhalten.
- Im Museo Navale Romano im Palazzo Peloso-Cepolla (13. Jh.) sind römische Töpferwaren und Teile des Rumpfes eines um 80–60 v. Chr. vor der Küste gesunkenen Handelsschiffs erhalten.[2]

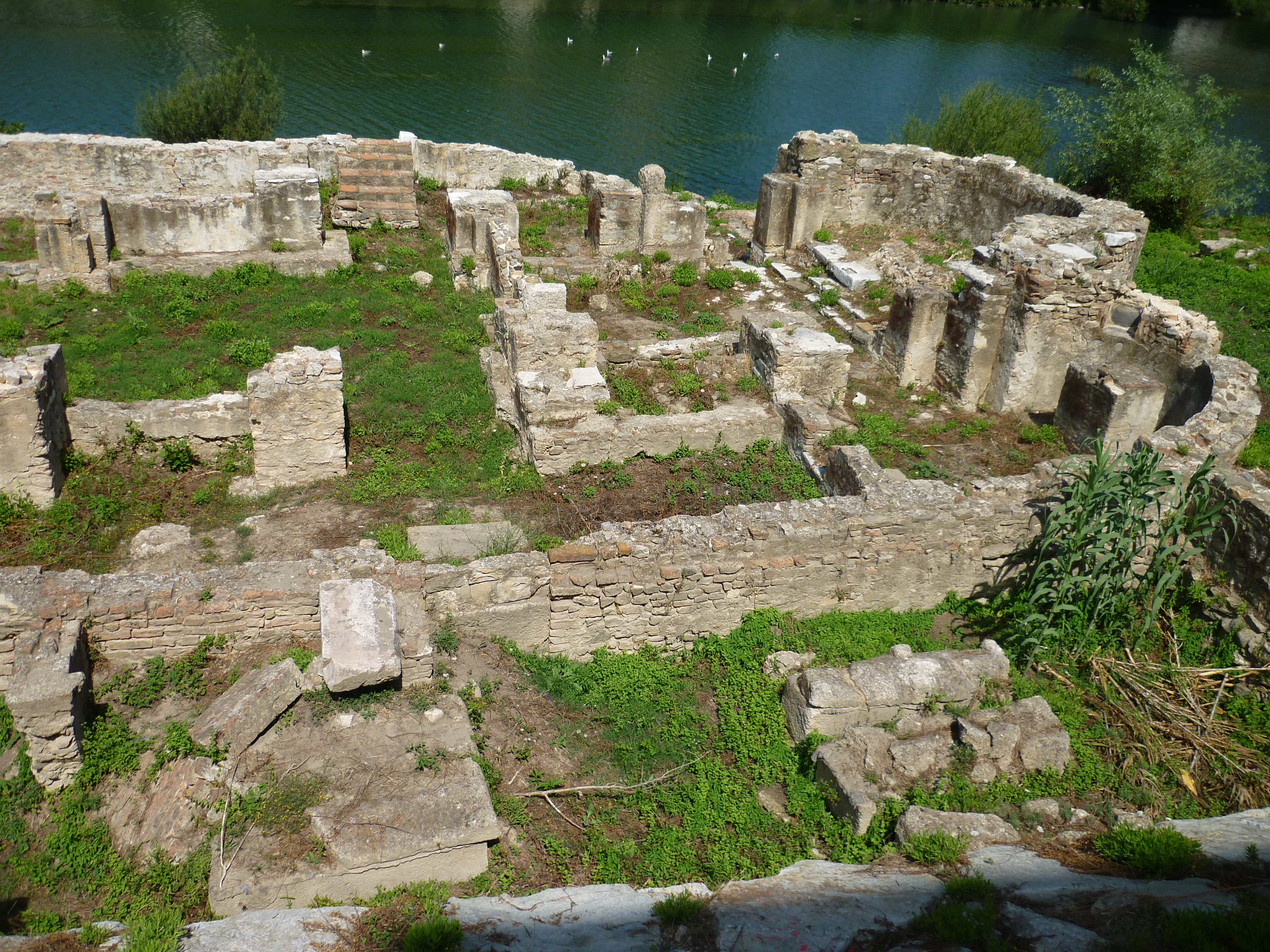
Albingaunum
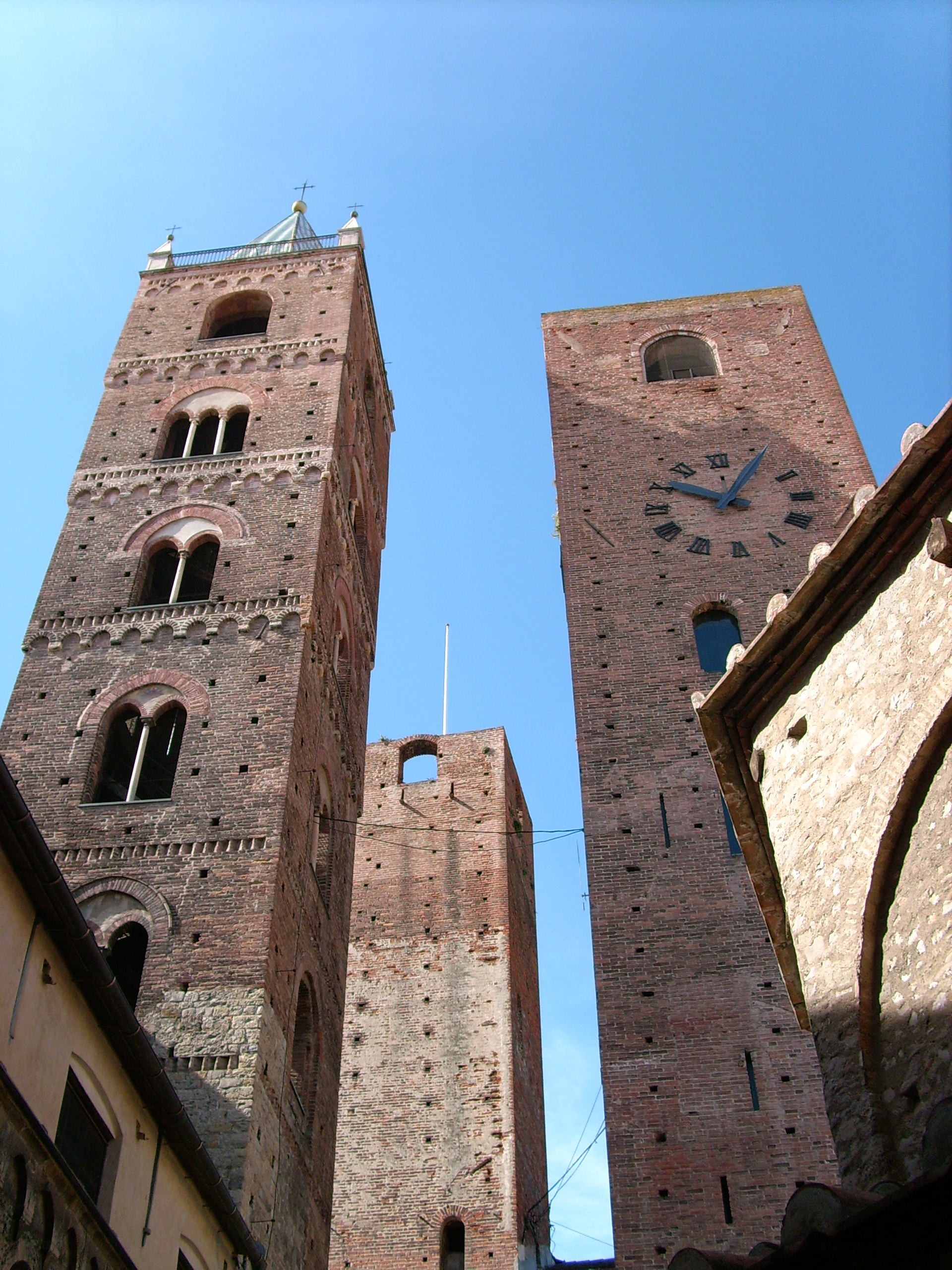
Kampanile der Kathedrale und zwei Geschlechtertürme
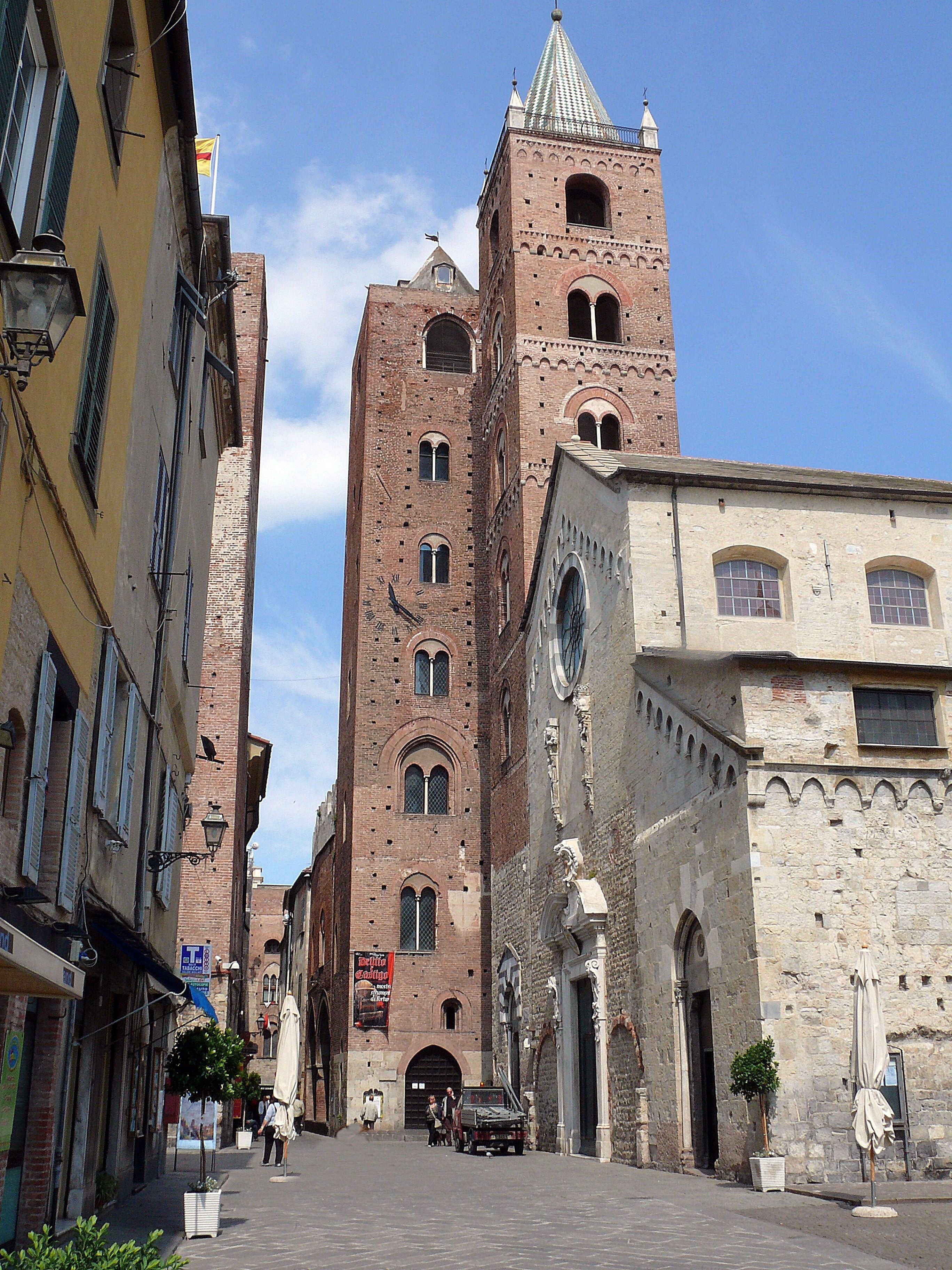
Kathedrale St. Michael
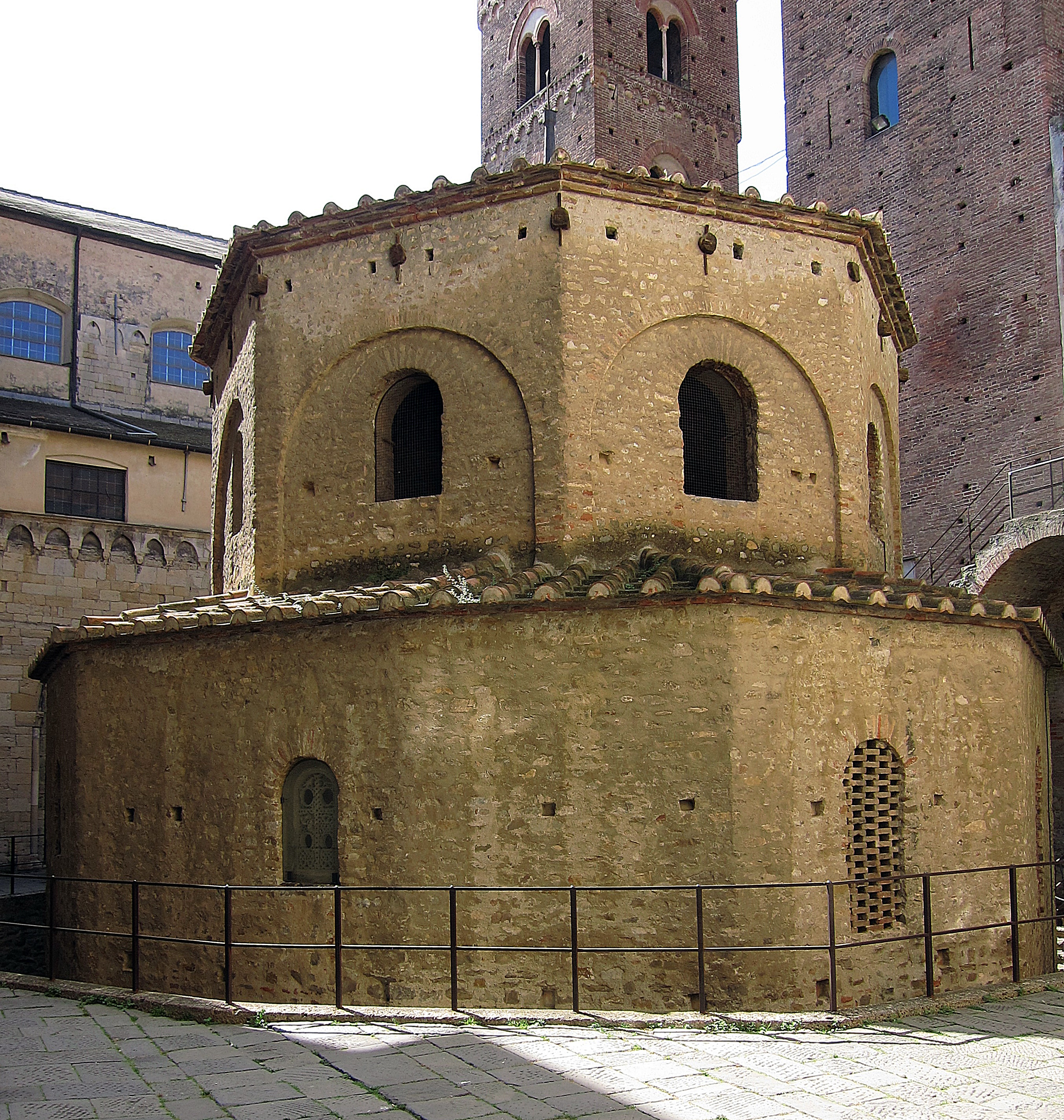
Baptisterium
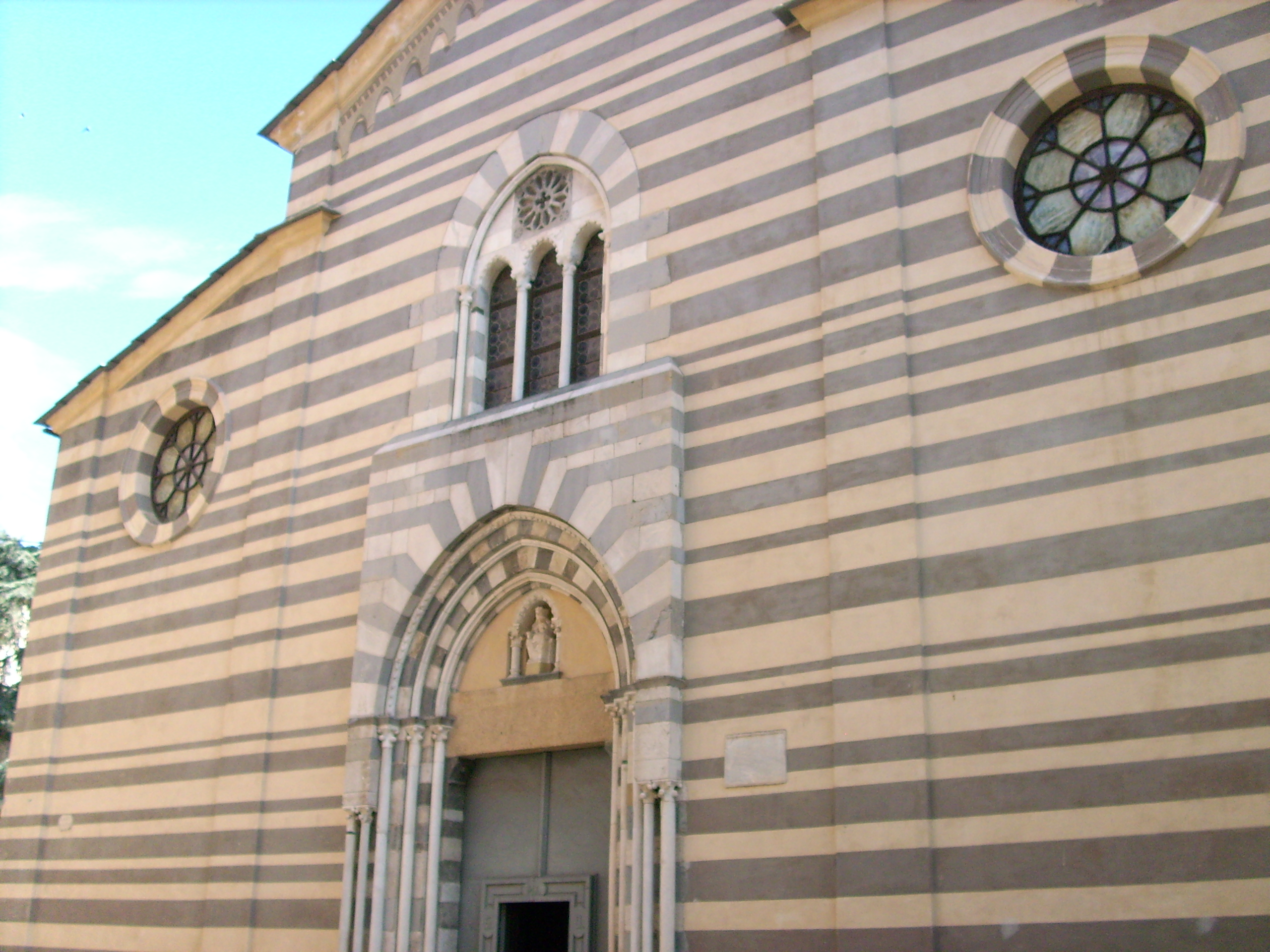
Santa Maria in Fontibus
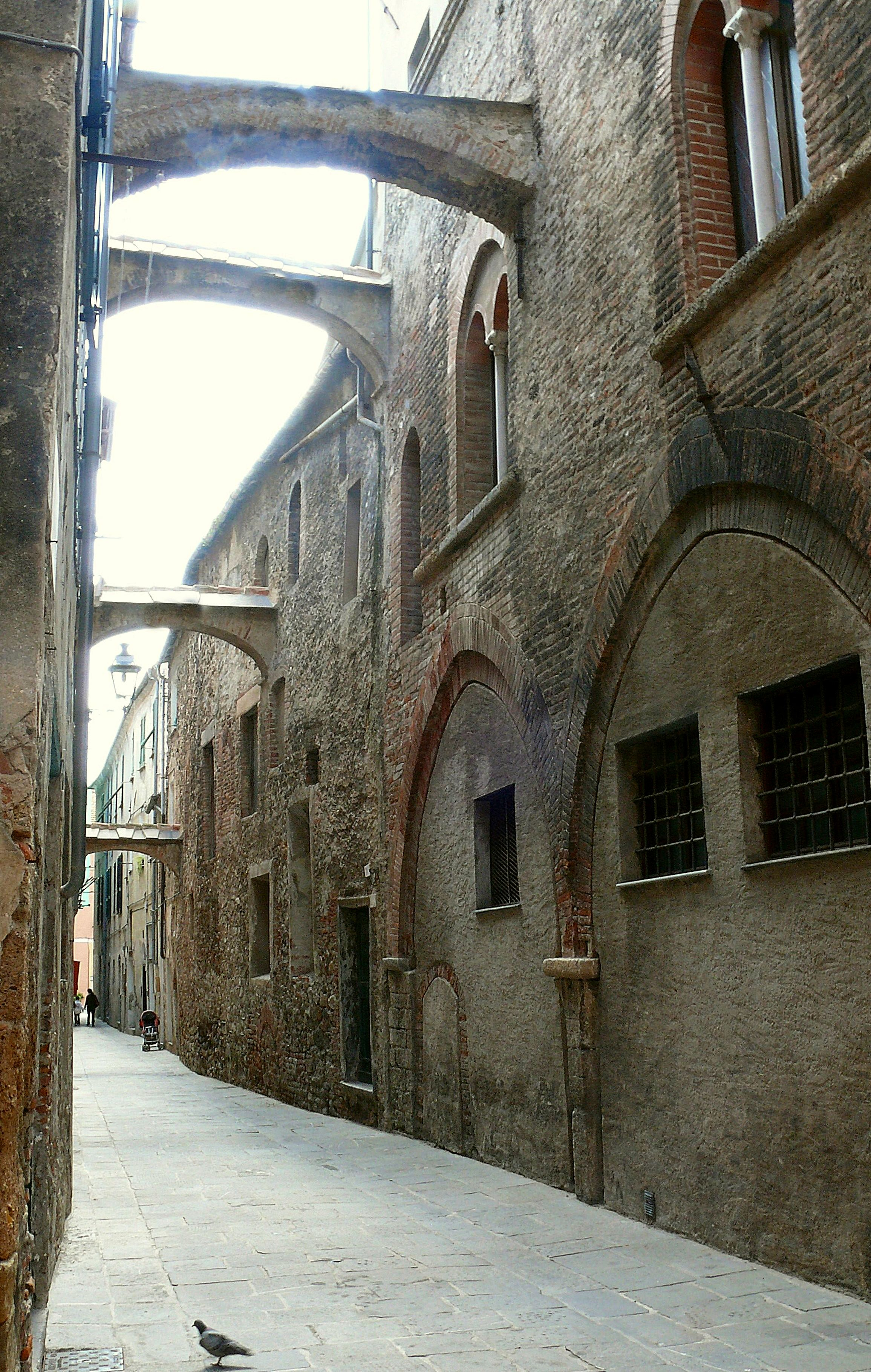
Im „Centro storico“

## Verkehr
Die Stadt Albenga liegt an der Staatsstraße 1. Außerdem gibt es eine Anbindung zur Autobahn Autostrada A10.
Albenga hat einen Bahnhof an der Strecke Ventimiglia–Genua; hier verkehrt eine lokale Anbindung nach Ventimiglia und Savona.
Dank des Riviera-Flugplatzes (IATA-Code: ALL, ICAO-Code: LIMG) in der Nachbargemeinde Villanova d’Albenga kann Albenga auch mit dem Privatflugzeug erreicht werden. Er trägt den italienischen Namen Aeroporto Internazionale di Villanova d’Albenga „Clemente Panero“ und liegt etwa 7 km von der Stadt entfernt.

## Gemeindepartnerschaften
- Dabas, Ungarn, seit 2004

## Persönlichkeiten
- Luminosa Bogliolo (* 1995), Hürdensprinterin